# Djaoui Cissé
Djaoui Cissé, né le 31 janvier 2004 à Juvisy-sur-Orge (Essonne), est un footballeur français qui évolue au poste de milieu de terrain au Stade rennais FC.

## Biographie

### Jeunesse et formation
Djaoui Cissé naît le 31 janvier 2004 à Juvisy-sur-Orge, dans l'Essonne, de parents d'origine malienne. Ayant évolué à l'US Grigny puis au CS Bretigny , il rejoint par la suite le centre de formation du Stade rennais FC et est promu membre de l'équipe réserve en 2021,,. Avec cette dernière, il dispute un total de 66 matchs et inscrit 9 buts tout en délivrant 6 passes décisives.

### Débuts professionnels à Rennes
Le 2 février 2024, il signe son premier contrat professionnel avec le Stade rennais FC pour une durée de trois ans, soit jusqu'en juin 2027,,. Le 18 février 2024, il dispute son premier match avec les Rouge et Noir lors d'un match de championnat contre le Clermont Foot (victoire, 3-1).
Le 2 mars 2025, il inscrit son premier but lors d'un match de championnat contre le Montpellier HSC (victoire, 0-4),,. Le 1er avril 2025, il prolonge son contrat avec les Rouge et Noir de deux saisons supplémentaires, soit jusqu'en juin 2029,,. Durant la saison 2024-2025 du Stade rennais FC, il s'affirme comme un élément très fiable du milieu de terrain.

### Carrière en équipe nationale
En juin 2025, bien qu’il n’ait jamais été appelé en équipe de France chez les jeunes auparavant, Djaoui Cissé est convoqué par Gérald Baticle pour disputer le Championnat d'Europe Espoirs 2025, organisé en Slovaquie, afin de pallier plusieurs forfaits’’. Le 4 juin 2025, il honore sa première sélection avec l'équipe de France espoirs lors d'un match de préparation contre l'Ouzbékistan, en remplaçant Andy Diouf en toute fin de rencontre’.

## Style de jeu
Djaoui Cissé est reconnu pour sa technique raffinée et sa vision du jeu aiguisée. Son aisance balle au pied et sa capacité à distribuer des passes décisives font de lui un atout précieux pour son équipe. Mesurant 1,88 m et alliant finesse technique et présence physique, il est comparé à Javier Pastore, ancien joueur du Paris Saint-Germain, en raison de son élégance sur le terrain.
Depuis ses débuts professionnels en 2024, il a démontré une progression notable. Sous la houlette d'Habib Beye, il a enchaîné les titularisations, impressionnant par sa fraîcheur et son audace. Sa capacité à s'intégrer rapidement au niveau professionnel témoigne de son potentiel et de son adaptation réussie aux exigences du jeu de haut niveau.

## Statistiques

### En club
| Saison                | Club                  | Championnat           | Championnat | Championnat | Championnat | Coupe(s) nationale(s) | Coupe(s) nationale(s) | Coupe(s) nationale(s) | Compétition(s) continentale(s) | Compétition(s) continentale(s) | Compétition(s) continentale(s) | Compétition(s) continentale(s) | Total | Total | Total |
| Saison                | Club                  | Division              | M.          | B.          | P.d.        | M.                    | B.                    | P.d.                  | Comp.                          | M.                             | B.                             | P.d.                           | M.    | B.    | P.d.  |
| 2023-2024             | Stade rennais FC      | Ligue 1               | 2           | 0           | 0           | 0                     | 0                     | 0                     | C3                             | 0                              | 0                              | 0                              | 2     | 0     | 0     |
| 2024-2025             | Stade rennais FC      | Ligue 1               | 14          | 1           | 0           | -                     | -                     | -                     | -                              | -                              | -                              | -                              | 14    | 1     | 0     |
| Total sur la carrière | Total sur la carrière | Total sur la carrière | 16          | 1           | 0           | 0                     | 0                     | 0                     | -                              | 0                              | 0                              | 0                              | 16    | 1     | 0     |